# Ramskopf
Ramskopf kallas ett hästhuvud vars nosryggprofil är uttalat konvex.
Ordet är sammansatt av det engelska ordet ram som betyder bagge samt det tyska ordet Kopf som betyder huvud. Ordet används i Tyskland liksom även i Sverige.
Det engelska uttrycket är ram-headed.